# Pic Sans Nom
Pic Sans Nom (3913 m n. m.) je hora v Dauphinéských Alpách ve Francii. Nachází se ve skupně Massif des Écrins na území obce Vallouise-Pelvoux (departement Hautes-Alpes). Leží v hřebeni orientovaném ve směru jihozápad-severovýchod mezi masívy Mont Pelvoux (3946 m) a L’Ailefroide (3954 m). Mont Pelvoux je oddělen dvojicí sedel Cols du Pelvoux (3573 a 3609 m) s mezilehlým vrcholkem Aiguille du Pelvoux (3684 m). L’Ailefroide je oddělena dvojicí sedel Coup de Sabre (3494 m) a Col du Glacier Noir (3478 m) s mezilehlým vrcholkem Pic du Coup de Sabre (3699 m). Jihovýchodním směrem vybíhá z hory krátká rozsocha se sedlem Brèche Supérieure de Sialouze (3578 m), vrcholem Aiguille de Sialouze (3576 m) a sedlem Brèche de Sialouze (3319 m). Pod severozápadními svahy hory se rozkládá ledovec Glacier Noir, pod jižními Glacier du Coup de Sabre a pod jihovýchodními Glacier de Sialouze. První doložený výstup na vrchol hory podnikli 10. července 1877 J.-B. Colgrove, Richard Pendlebury a Gabriel a Josef Spectenhauser.